# Rückumlaut
Rückumlaut is de naam die men nog steeds geeft aan het fenomeen dat sommige Germaanse werkwoorden die in de infinitief een klinker hebben die umlaut heeft ondergaan, in de verleden tijd de oorspronkelijke klinker hebben.
Rückumlaut is goed herkenbaar in het Duits, waar bijvoorbeeld het werkwoord brennen 'branden', ontstaan uit laat-Oergermaans *brannjan, als verleden tijd brannte heeft. Ook het Middelnederlands had duidelijke voorbeelden: zo luidde een verleden-tijdsvorm van kennen, ontstaan uit laat-Oergermaans *kannjan, kande. Een Middelnederlands equivalent van het Duitse werkwoord brennen vertoonde eveneens Rückumlaut, maar alleen in zijn niet direct herkenbare vorm met metathese, bernen. Dat had als verleden tijd onder andere barnde.
De term Rückumlaut is van Jacob Grimm, die hem bedoelde als 'ongedaan gemaakte umlaut'. De benaming is echter taalkundig fout, omdat deze vormen nooit umlaut hebben gehad.
De laat-Oergermaanse voorganger van Duits brannte wordt gereconstrueerd als *brannida. *Brann-i-da had drie lettergrepen, waarvan de eerste lang was (ze had een korte klinker gevolgd door twee medeklinkers), en de tweede kort. In dergelijke vormen viel in de Noord- en West-Germaanse talen de tweede lettergreep al vroeg weg. Dat gebeurde ook hier: de i viel weg vóór ze in de eerste lettergreep een umlaut van a tot e had kunnen veroorzaken. In het tweelettergrepige *brann-jan viel de j niet weg, en ze veroorzaakte de verandering van a tot e in de eerste lettergreep.
Er is in deze gevallen dus geen sprake van een ongedaan gemaakte umlaut, maar van een bloedende volgorde: de klankwet die de syncope van de tweede lettergreep veroorzaakte, zorgde er tevens voor dat de context waarin de umlautregel kon plaatsvinden verdween.
Omdat de term Rückumlaut echter al lang ingeburgerd is, blijft hij in gebruik ter aanduiding van deze door afwezigheid van umlaut veroorzaakte klinkeralternantie.